# Championnat du Luxembourg de football 1917-1918
Navigation
Saison précédente Saison suivante
La saison 1917-1918 du Championnat du Luxembourg de football était la 8e édition du championnat de première division au Luxembourg. Six clubs sont regroupés au sein d'une poule unique où ils se rencontrent deux fois, à domicile et à l'extérieur. En fin de saison, le dernier du classement est relégué et remplacé par le meilleur club de Promotion d'Honneur, la deuxième division luxembourgeoise.
C'est le club de Fola Esch qui remporte le titre en terminant en tête du classement final avec 3 points d'avance sur le quintuple tenant du titre, l'US Hollerich et 6 sur le Sporting Club Luxembourg. C'est le tout premier titre de champion du Luxembourg de l'histoire du club.

## Les 6 clubs participants
| - Sporting Club Luxembourg - Racing Club Luxembourg - US Hollerich - CS Pétange - Promu de Division d'Honneur - Fola Esch - Young Boys Diekirch |

## Compétition

### Classement
Le barème utilisé pour établir le classement est le suivant :
- Victoire : 2 points
- Match nul : 1 point
- Défaite, forfait ou abandon : 0 point

| Rang | Équipe                   | Pts | J  | G | N | P | Bp | Bc | Diff |  | Résultats (▼ dom., ► ext.) | Fol | Hol | Spo | Die | Rac | Pét  |
| ---- | ------------------------ | --- | -- | - | - | - | -- | -- | ---- |  | -------------------------- | --- | --- | --- | --- | --- | ---- |
| 1    | Fola Esch                | 16  | 10 | 7 | 2 | 1 | 28 | 11 | +17  |  | Fola Esch                  |     | 4-2 | 4-1 | 0-0 | 5-1 | 5-0  |
| 2    | US Hollerich (T)         | 13  | 10 | 6 | 1 | 3 | 34 | 22 | +12  |  | US Hollerich (T)           | 4-1 |     | 2-6 | 4-3 | 2-2 | 7-1  |
| 3    | Sporting Club Luxembourg | 10  | 10 | 4 | 2 | 4 | 19 | 17 | +2   |  | Sporting Club Luxembourg   | 1-1 | 1-4 |     | 2-3 | 2-0 | 3-0  |
| 4    | Young Boys Diekirch      | 9   | 10 | 4 | 1 | 5 | 25 | 18 | +7   |  | Young Boys Diekirch        | 1-2 | 0-4 | 1-0 |     | 3-1 | 13-0 |
| 5    | Racing Club Luxembourg   | 9   | 10 | 4 | 1 | 5 | 20 | 21 | -1   |  | Racing Club Luxembourg     | 1-3 | 2-1 | 0-1 | 3-1 |     | 7-2  |
| 6    | CS Pétange (P)           | 3   | 10 | 1 | 1 | 8 | 10 | 47 | -37  |  | CS Pétange (P)             | 0-3 | 2-4 | 2-2 | 2-0 | 1-3 |      |

## Bilan de la saison
| Championnat du Luxembourg de football 1917-1918 |                       |
| Champion                                        | Fola Esch (1er titre) |
| Promotions et relégations                       |                       |
| Promus en Première Division                     | Jeunesse d'Esch       |
| Relégués en Division d'Honneur                  | CS Pétange            |